# Seirocastnia albifasciata
Seirocastnia albifasciata är en fjärilsart som beskrevs av James John Joicey och Talbot 1922. Seirocastnia albifasciata ingår i släktet Seirocastnia och familjen nattflyn. Inga underarter finns listade.